# Defensor del Usuario Financiero
El Defensor del Cliente Financiero tiene la función de mediar los conflictos entre el cliente del sistema financiero y la institución financiera con el fin de brindar soluciones a los problemas que pudieran surgir entre estos y proteger los derechos de los ciudadanos e intereses de los ciudadanos. La intervención del Estado en el sistema financiero queda justificada por la relación dispar que existe entre el usuario financiero, quien es inexperto en temas legales, técnicos y económicos, y la institución bancaria, quien cuenta con todos estos recursos para usarlos a su favor, como en el caso de las cláusulas de adhesión. Por ello, el rol del Defensor del Cliente debe ser el de vigilar, corregir y sancionar a las entidades financieras que pudieran aventajarse de sus clientes.
La figura del Defensor del Cliente Financiero es relativamente nueva, hasta el año 2003 solamente unos pocos países la implementaban, entre los cuales se puede mencionar a Inglaterra, España, Alemania, Canadá, y en Latinoamérica, México, Perú y Colombia. En todos estos países, esta entidad administrativa es independiente de las instituciones financieras y está reconocida por las leyes del país. Además, este ente administrativo se encarga de asesorar a las entidades financieras con el fin de mejorar la calidad de su servicio. En la actualidad, el Defensor del Cliente Financiero se ha diseminado por varios países, entre los cuales se puede mencionar a Estados Unidos, Australia, Chile o Ecuador.

## Genealogía del Defensor del Cliente Financiero[1]
La figura anterior al Defensor del Cliente fue la del Ombudsman, que surge en Suecia con la Constitución de 1809, quien tiene la tarea de vigilar la gestión administrativa para asegurar el buen funcionamiento de las entidades gubernamentales y evitar el abuso de poder contra los ciudadanos. Etimológicamente, el término Ombudsman puede ser definido como “protector del hombre”, la cual es precisamente su función: defender los derechos de los ciudadanos y velar por el buen funcionamiento de las instituciones, motivo por el que es necesario que este órgano representativo sea independiente del gobierno de turno.
A lo largo del tiempo, la figura del Ombudsman fue mutando hasta quedar compuesta por distintos tipos de defensores en diferentes campos de la vida social y económica:
- Defensor del Pueblo, el cual tiene como función velar por la promoción, el ejercicio y la divulgación de los Derechos Humanos.

- Defensor del Contribuyente, que es un mediador entre el contribuyente y el fisco que tiene como tarea solucionar las quejas de los ciudadanos con el fin de promover un sistema tributario equitativo y justo.

- Defensor de los Medios de Comunicación, que tiene por objeto recibir las quejas de los ciudadanos contra un periódico, una radio o una televisora, acerca de la veracidad, la imparcialidad y el manejo de la información.

- Defensor del Cliente Financiero, tiene como meta principal proteger y defender los derechos e intereses de los usuarios del sistema financiero ante los posibles abusos o arbitrariedades cometidas por las entidades financieras.

## El Defensor del Cliente en Latinoamérica
La finalidad del Defensor del Cliente Financiero es ofrecer una garantía al cliente de que tendrá un servicio de calidad y de que se respetarán sus derechos e intereses. En otras palabras, esta entidad es la encargada de generar confianza en el usuario financiero, de modo que tanto las instituciones bancarias como el cliente puedan establecer relaciones dentro de los marcos de lo legal y de la reciprocidad. Por este motivo, es importante que el Defensor del Cliente Financiero cumpla con ciertos requisitos para lograr el buen desempeño de esta tarea. La presencia de profesionales capacitados en los entes administrativos facilita la creación de una relación de confianza entre el sector financiero y el cliente.

### Caso Ecuatoriano[2]
En el Ecuador, la figura del Defensor del Cliente Financiero adquiere reconocimiento legal con la Constitución de 2008, en el Art. 132 que dicta: “Cada entidad integrante del sistema financiero nacional tendrá una defensora o defensor del cliente, que será independiente de la institución y designado de acuerdo con la ley”. No obstante, su aplicación, debido a ciertas fallas burocráticas e institucionales, no pudo ser sino hasta el año 2013.
En el 2008, se designa como las instituciones encargadas de la creación y regulación de esta entidad a la Superintendencia de Bancos, quien emitió la normativa que regula el accionar del Defensor del Cliente Financiero, y el Consejo de Participación Ciudadana y Control Social (CPCCS), encargado de evaluar y seleccionar a los Defensores del Cliente Financiero.

El primer intento de poner en funcionamiento esta entidad fue con la Ley de Creación de la Red de Seguridad Financiera, publicada en el Registro Oficial suplemento 498 de 31 de diciembre de 2008, la cual establece en el artículo doce lo siguiente:
Cada entidad integrante del sistema financiero nacional tendrá una defensora o defensor del cliente, con cargo al presupuesto de cada entidad, que será designado por el Superintendente de Bancos y Seguros de una terna presentada por la asociación jurídicamente constituida por los depositantes o clientes de cada Institución del sistema financiero. El Consejo de Participación Ciudadana promoverá la organización de los depositantes y clientes. La defensora o defensor del cliente no podrá tener ningún tipo de vinculación con los accionistas o con los administradores de la entidad financiera. Su función es la de proteger los derechos e intereses del cliente y sus atribuciones estarán reguladas por la Junta Bancaria, que deberá expedir mediante resolución el Reglamento correspondiente.
Sin embargo, esta ley fue inaplicable porque los clientes del sistema financiero no lograron organizarse ni presentar una terna de representantes en la Superintendencia de Bancos que luego pudiera ser enviada al CPCCS. Además, la Superintendencia de Bancos debía evaluar a los designados y asegurarse de que estos tuvieran un título de tercer nivel y que tengan al menos tres años de experiencia laboral en el sistema financiero. Tres años más tarde, con la reforma a la Ley de Reordenamiento en Materia Económica en el Área Tributario-Financiero, publicada en el suplemento del Registro Oficial N.º 659 de 12 de marzo de 2012, se introdujo la siguiente disposición general, para la Ley General de Instituciones del Sistema Financiero:
Las y los clientes de cada una de las entidades integrantes del Sistema Financiero Público y Privado, contarán con una defensora o defensor del cliente, principal y suplente, que los representará y que serán elegidos, de entre una de ellas o ellos, de un proceso organizado por el Consejo de Participación Ciudadana y Control Social.
A partir de esta disposición del 2012, el CPCCS realizará la primera convocatoria de designación de los Defensores del Cliente Financiero. Sin embargo, la primera convocatoria no tuvo suficientes aspirantes, por lo que se tuvo que abrir un nuevo proceso para elegir a quienes ocuparán este cargo durante los próximos cuatro años. Estos tomaron posesión finalmente en febrero de 2013, con la participación de personas con títulos de tercer nivel ajenos al ámbito financiero y sin experiencia alguna en el sistema financiero.

#### Normativa del Defensor del Cliente Financiero en Ecuador
En el 2009, la Ley de Creación de la Red de Seguridad Financiera establece que la Superintendencia de Bancos será la institución encargada de crear la normativa en la que se establece el margen de acción del Defensor del Cliente Financiero, sus competencias y limitaciones. Del mismo modo, será la misma Superintendencia de Bancos la que evalúe y presente la terna de los aspirantes en el CPCCS, quien es el órgano encargado de designar autoridades en el país sudamericano. Sin embargo, en 2012, con la Ley General de Instituciones del Sistema Financiero, el CPCCS tendrá la potestad para receptar, evaluar, presentar las ternas y designar a los aspirantes de este cargo, supliendo las funciones dadas anteriormente a la Superintendencia de Bancos, pero manteniendo su misma base normativa.

##### La normativa del Defensor del Cliente de 2009
La normativa del Defensor del Cliente Financiero está contemplada en el Libro I de la Codificación de Resoluciones de la Superintendencia de Bancos, en el Capítulo VII “Del defensor del cliente de las instituciones de los sectores financieros público y privado”, en el Título XIV “Código de transparencia y de derechos del usuario”. Este documento sostiene entre otras cosas, lo siguiente:
- El Defensor del Cliente Financiero tiene como función principal velar por los derechos e intereses de los clientes de la entidad financiera.
- El Defensor del Cliente Financiero ocupará su cargo por cuatro años.
- El Defensor del Cliente Financiero es independiente de cualquier organización pública o privada.
- El Defensor del Cliente Financiero recogerá todos los reclamos del cliente financiero, con excepción de:

1. Aquellos que se encuentren en trámite o hayan sido tramitados por la vía judicial, arbitral o administrativa.
2. Aquellos que no son atinentes al giro financiero de la Institución.
3. Aquellos que son por daño moral, u otros por indemnizaciones por lucro cesante.
4. Aquellos en contra de aquellas facultades de la entidad financiera sobre la fijación de límites, concesiones o montos que de acuerdo con la ley pueden ser pactados libremente por las partes.
5. Aquellos reclamos que correspondan ser tramitados vía judicial, y los que tengan como parte reclamante a quienes pueden tener relación con el defensor del cliente (cónyuge y otros parientes).

- El Defensor del Cliente Financiero debe procurar que todas las demandas en contra de la institución financiera sean de manera voluntaria y formal. Del mismo modo, debe asegurarse de que la institución financiera haya agotado todos los mecanismos de solución de problemas al cliente antes de dar paso al levantamiento una queja.

- El Defensor del Cliente Financiero tiene 30 días hábiles para solucionar el problema a partir del momento en que el cliente financiero ha completado con el proceso burocrático para interponer una queja contra la Institución Financiera.
- El Defensor del Cliente Financiero no tiene poder para multar o castigar a una entidad financiera ni a sus trabajadores. El papel de es éste es el de mediador de conflictos entre el cliente y la institución financiera. Solamente en caso de que el conflicto no sea solucionado por el Defensor del Cliente Financiero, la queja pasará a ser competencia de la Superintendencia de Bancos, quien sí puede regular a los bancos.

- El Defensor del Cliente Financiero no es una entidad que cumpla una función excepcional. El reglamento de la Junta Bancaria establece la creación de un Departamento de Solución de Conflictos para el Cliente, el cual es más ágil en cuanto al procesamiento burocrático y suele dar mejores resultados porque tienen más peso dentro de la entidad financiera. Los clientes financieros prefieren acudir al Departamento de Solución de Conflictos antes que al Defensor del Cliente Financiero.

##### La normativa del Defensor del Cliente de 2012
A partir de la Ley General de Instituciones del Sistema Financiero, emitida en 2012, el proceso de evaluación y designación del Defensor del Cliente Financiero queda en manos del CPCCS. El CPCCS mantiene la base normativa emitida por la Superintendencia de Bancos, pero cambia los requisitos para ser Defensor del Cliente Financiero y la forma de designación de esta autoridad. EL CPCCS se encarga de recopilar las hojas de vida de los aspirantes, después de un proceso de selección se forman ternas de diez personas preseleccionadas para cada institución financiera, de las cuales se elegía mediante un sorteo al Defensor del Cliente Financiero.
Los nuevos requisitos establecidos por el CPCCS para los aspirantes a Defensor del Cliente Financiero que se necesitan para ser aspirante a este cargo son:
- Tener un título de tercer nivel, aunque no este no esté relacionado con el sistema financiero.
- No se requiere experiencia laboral en el sistema financiero.

- Ser cliente activo de la entidad financiera a la que se aspira regular.

En síntesis, esta fue la reglamentación utilizada en el 2012 por el CPCCS para realizar la primera convocatoria de designación de los Defensores del Cliente Financiero. Los cuales tomaron posesión finalmente en febrero de 2013, y entre los que figuraban personas con títulos de tercer nivel ajenos al ámbito financiero y sin experiencia alguna en el sistema financiero, perjudicando su desempeño y, por tanto, los intereses del cliente del sistema financiero.

### Otros países[1]

#### El Caso Peruano[8]
La Defensoría del Cliente Financiero en Perú fue creada en abril de 2003 siguiendo un modelo similar al de países anglosajones como Inglaterra, Canadá y Australia. En este país, esta entidad tiene como funciones la mediación en conflictos entre el cliente financiero y las instituciones financieras, la emisión de resoluciones que las entidades financieras deben acatar o apelar a una instancia superior y la emisión de información tanto al usuario financiero en cuanto a sus derechos como a las instituciones financieras en lo que refiere a la atención al cliente. A diferencia de otros países, donde cada banco o cooperativa cuenta con su propio defensor del cliente, en Perú existe un solo Defensor del Cliente Financiero, el cual lidera esta organización y es el encargado de velar por su funcionamiento. Por último, es importante destacar que como requisitos para convertirse en defensor del cliente financiero contar con educación universitaria relacionada con el ámbito económico, financiero o administrativo; además, es necesario tener experiencia en cargos gubernamentales y en gestión administrativa, tal y como lo estipula el reglamento de elección del Defensor del Cliente Financiero.

#### El Caso Colombiano
La Defensoría del Cliente Financiero en Colombia fue creada en marzo de 1995, de la mano de la Asociación de Bancos y de Entidades Financieras, siguiendo el modelo español, inglés y alemán. En este país, esta entidad tiene como funciones la mediación de conflictos entre el cliente financiero y las instituciones financieras, el diseño de políticas de servicio y atención al cliente, el control de la calidad del servicio financiero, y la emisión de resoluciones que las entidades financieras deben acatar o apelar a una instancia superior. En Colombia, el Defensor del Cliente Financiero suele ser una sola persona, la cual lidera la entidad y se encarga de regular a todas las instituciones financieras, a diferencia de otros países donde existe un defensor del cliente para cada entidad. Los requisitos para ocupar esta dignidad son la educación universitaria, la  experiencia en el sector financiero, un curriculum amplio e intachable y la imparcialidad para tomar decisiones. Los defensores del cliente financiero en Colombia son preferentemente juristas o abogados, ya que estos tienen el conocimiento del funcionamiento de la ley y de la regulación a la que tienen que someter a las entidades bancarias.